# Richard Ekunde
Richard Ekunde est un footballeur kino-congolais né le 4 août 1982 à Kinshasa. Il joue comme défenseur au club norvégien du Viking FK de Stavanger.

## Palmarès
Vierge